# Точин, Роман Петрович
Роман Точин (6 августа 1970, Ходоров — 20 февраля 2014, Киев) — активист Евромайдана. Убит снайпером 20 февраля 2014 года на улице Институтской в Киеве. Герой Украины (2014, посмертно).

## Биография
Приехал 1 декабря на Евромайдан. Сотня Точина охраняла первую, Львовскую баррикаду на Институтской улице в городе Киеве.

## Обстоятельства гибели
Огнестрельное ранение в голову во время контратаки на улице Институтской утром 20 февраля. Тело было вынесено с поля боя и идентифицировано в госпитале гостиницы Украина.

## Память

### Награды
- Звание Герой Украины с вручением ордена «Золотая Звезда» (21 ноября 2014, посмертно) — за гражданское мужество, патриотизм, героическое отстаивание конституционных принципов демократии, прав и свобод человека, самоотверженное служение Украинскому народу, обнаруженные во время Революции достоинства[2]
- Медаль «За жертвенность и любовь к Украине» (УПЦ КП, июнь 2015) (посмертно)[3]